# چهار ترانه آخر
چهار ترانهٔ آخر ([Vier letzte Lieder] Error: {{Lang-xx}}: متن دارای نشانه‌گذاری ایتالیک است (راهنما)) برای سوپرانو و ارکستر، به جز ترانهٔ «پنیرک» (Malven)، در یک سال تصنیف گردیدند و آخرین آثار موسیقی کامل ریشارد اشتراوس هستند. این کارها در ۱۹۴۸ تصنیف شدند زمانی که آهنگساز ۸۴ سال داشت.
این ترانه‌ها عبارتند از «بهار» (Frühling)، «سپتامبر» (September)، «زمان به خواب رفتن» (Beim Schlafen gehen)، «غروب آفتاب» (Im Abendrot). نام چهار ترانهٔ آخر به‌وسیلهٔ ارنست روث، دوست اشتراوس به این کارها داده شده‌است که پس از مرگ آهنگساز همهٔ آن‌ها را همزمان در ۱۹۵۰ میلادی منتشر کرد. این کار دارای شمارهٔ اوپوس نمی‌باشد.
اشتراوس در سپتامبر ۱۹۴۹ درگذشت و نخستین اجرای این کارها در ۲۲ مه ۱۹۵۰ در رویال آلبرت هال لندن با تک‌خوانی کریستن فلاگستاد و ارکستر فیلارمونیا و رهبری ویلهلم فورتونگلر انجام گرفت.

## تاریخچه
اشتراوس با شعر «غروب آفتاب» یوزف فرایهر فن آیشندرف آشنا بود و احساس می‌کرد که دارای معنی ویژه‌ای برای اوست. او در مه ۱۹۴۸ متن این شعر را به موسیقی تبدیل کرد. اشتراوس همچنین یک نسخه از تمام شعرهای هرمان هسه را دریافت کرده بود و به شدت تحت تأثیر آن‌ها قرار گرفته بود. دوست اشتراوس، ارنست روث که در ۱۹۵۰ میلادی و پس از مرگ آهنگساز این کارها را منتشر کرد، ترتیب «بهار»، «سپتامبر»، «زمان به خواب رفتن»، و «غروب آفتاب» را در نظر گرفت. این ترتیب نه با ترتیب تصنیف ترانه‌ها و نه با ترتیب نخستین اجرایشان همخوانی نداشت. با این وجود، امروزه بیشتر اجراها از این ترتیب پیروی می‌کنند.

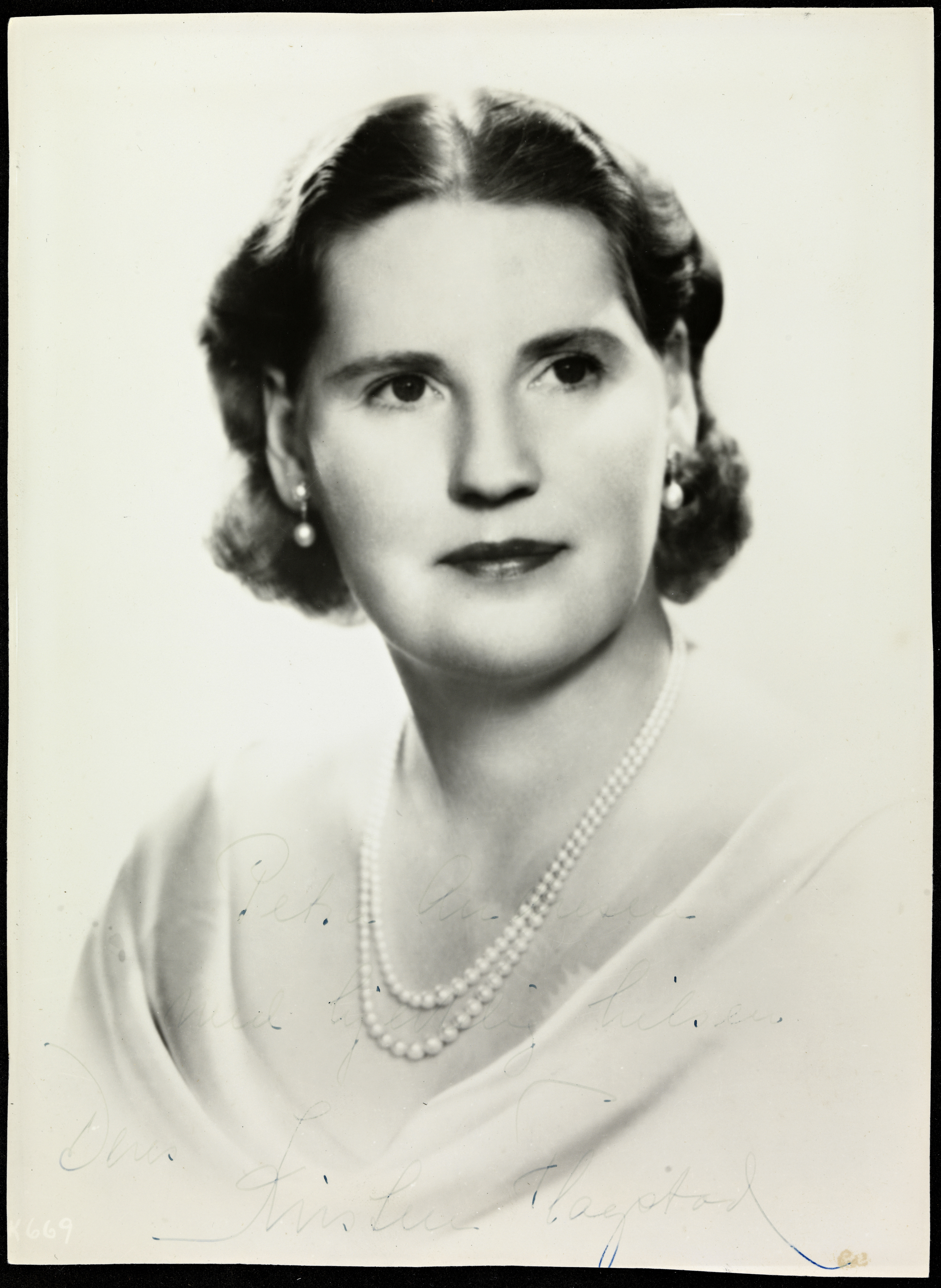
نگارهٔ کریستن فلاگستاد، حدود ۱۹۴۵ میلادی

یکی از آخرین خواسته‌های ریشارد اشتراوس این بود که کریستن فلاگستاد تک‌خوانی سوپرانو را در معرفی چهار ترانه بر عهده گیرد. اشتراوس ترانه‌ها را در ۱۹۴۸ به پایان رساند که درست یک سال پیش از مرگش در ۸۵ سالگی بود. اشتراوس در نامه‌ای به فلاگستاد نوشت: «می‌خواهم اجرای ترانه‌ها با اجرای تو و در اجرایی جهانی با رهبر و ارکستری ممتاز را ممکن کنم.»
| ترتیب تصنیف         | ترتیب خوانده‌شده در اجرای نخست | ترتیب در نسخهٔ انتشار |
| ------------------- | ----------------------------- | -------------------- |
| «غروب آفتاب»        | «زمان به خواب رفتن»           | «بهار»               |
| «بهار»              | «سپتامبر»                     | «سپتامبر»            |
| «زمان به خواب رفتن» | «بهار»                        | «زمان به خواب رفتن»  |
| «سپتامبر»           | «غروب آفتاب»                  | «غروب آفتاب»         |

## موضوع
همهٔ این ترانه‌ها به جز «بهار» دربارهٔ مرگ هستند و اندکی پیش از مرگ خود آهنگساز ساخته شده‌اند. آن‌ها دارای حسی از آرامش، پذیرش، و تکامل هستند. تک‌خوان سوپرانو ملودی‌های غمناکی را در مقابل یک ارکستر کامل می‌خواند.

## سازبندی
این ترانه‌ها برای فلوت پیکولو، ۳ فلوت، ۲ ابوا، کر آنگله، ۲ کلارینت، کلارینت باس، ۲ فاگوت، کنترفاگوت، ۴ کر، ۳ ترومپت، ۳ ترومبون، توبا، تیمپانی، چنگ، سلستا، و سازهای زهی.